# Riley (nome)
Riley  è un nome proprio di persona inglese maschile e femminile.

## Varianti
- Maschili: Ryley[1]
- Femminili: Rylee[1], Ryleigh[1], Rylie[1]

## Origine e diffusione
Riprende il cognome Riley, diffuso in Irlanda e in Inghilterra: nel primo caso, è variante del cognome irlandese Reilly, a sua volta derivante dal nome Raghailleach, di significato ignoto; nel secondo, si basa su un toponimo inglese antico avente il significato di "radura di segale".

## Onomastico
Il nome è adespota e quindi l'onomastico viene festeggiato il 1º novembre, giorno dedicato alla festa di Ognissanti.

## Persone

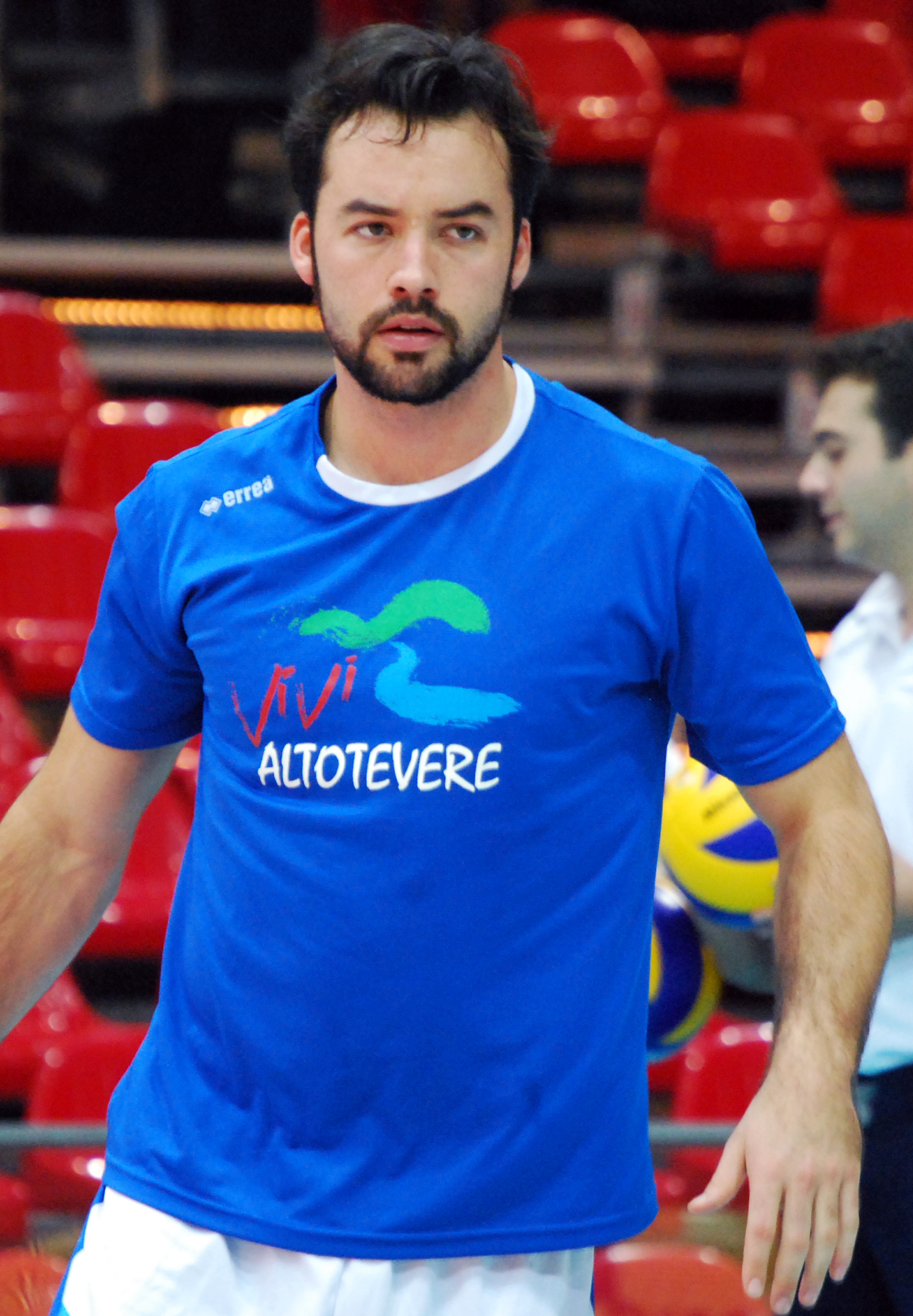
Riley McKibbin

### Femminile
- Riley Keough, modella e attrice statunitense
- Riley Mason, pornoattrice statunitense
- Riley Reid, pornoattrice statunitense
- Riley Steele, pornoattrice statunitense

### Maschile
- Riley McCormick, tuffatore canadese
- Riley McKibbin, pallavolista statunitense
- Riley Reiff, giocatore di football americano statunitense
- Riley Smith, attore e cantante statunitense

## Il nome nelle arti
- Riley Andersen è un personaggio del film Pixar Inside Out.
- Riley Blue è un personaggio della serie televisiva Sense8.
- Riley Finn è un personaggio della serie televisiva Buffy l'ammazzavampiri.
- Riley è un personaggio della serie televisiva The Next Step.